# Isla Tarama
Tarama  (en japonés: 多良間村, Tarama-son) es una localidad situada en el distrito de Miyako, en la prefectura de Okinawa, Japón. Tiene una población estimada, a fines de febrero de 2022, de 1124 habitantes.
La localidad está formada por las islas Tarama y Minna, ubicadas entre la isla Ishigaki y la isla Miyako. Todas ellas forman parte de las islas Miyako, en las islas Ryūkyū.
El aeropuerto de Tarama sirve a la villa.